# Francesca Quondamcarlová
Francesca Quondamcarlová (* 21. srpna 1984 Řím, Itálie) je italská sportovní šermířka, která se specializuje na šerm kordem. Itálii reprezentuje od prvního desetiletí jednadvacátého století. V roce 2013 získala druhé místo na mistrovství Evropy v soutěži jednotlivkyň. S italským družstvem kordistek vybojovala v roce 2009 titul mistryň světa a v roce 2010 vybojovala s družstvem druhé místo na mistrovství Evropy.